# Бале (Хорватія)
Бале (хорв. Bale) — населений пункт та община в Істрійській жупанії Хорватії.

## Населення
Населення общини за даними перепису 2011 року становило 1 127 осіб. Населення самого поселення становило 936 осіб.
Динаміка чисельності населення громади:
Динаміка чисельності населення центру громади:

## Населені пункти
Крім поселення Бале, до громади також входять: 
- Голаш
- Крмед

## Клімат
Середня річна температура становить 13,61°C, середня максимальна – 27,34°C, а середня мінімальна – -0,76°C. Середня річна кількість опадів – 839 мм.
| Клімат поселення                              | Клімат поселення | Клімат поселення | Клімат поселення | Клімат поселення | Клімат поселення | Клімат поселення | Клімат поселення | Клімат поселення | Клімат поселення | Клімат поселення | Клімат поселення | Клімат поселення | Клімат поселення |
| Показник                                      | Січ.             | Лют.             | Бер.             | Квіт.            | Трав.            | Черв.            | Лип.             | Серп.            | Вер.             | Жовт.            | Лист.            | Груд.            |                  |
| Середній максимум, °C                         | 10,12            | 10,86            | 13,80            | 17,32            | 22,39            | 26,68            | 27,34            | 27,09            | 22,49            | 17,88            | 12,84            | 9,58             |                  |
| Середня температура, °C                       | 4,68             | 5,40             | 8,37             | 11,89            | 16,96            | 21,23            | 23,60            | 23,35            | 18,73            | 14,15            | 9,11             | 5,82             |                  |
| Середній мінімум, °C                          | −0,76            | −0,02            | 2,92             | 6,45             | 11,52            | 15,80            | 19,84            | 19,60            | 15,00            | 10,40            | 5,34             | 2,08             |                  |
| Норма опадів, мм                              | 64               | 52               | 59               | 67               | 61               | 69               | 47               | 73               | 77               | 95               | 100              | 75               |                  |
| Середньомісячна швидкість вітру, м/с          | 2.37             | 2.62             | 2.73             | 2.70             | 2.42             | 2.33             | 2.32             | 2.28             | 2.35             | 2.54             | 2.66             | 2.56             |                  |
| Середньомісячна сонячна радіація, кДж/м²·день | 4501             | 7414             | 10810            | 15345            | 19511            | 21353            | 22450            | 19380            | 14311            | 9148             | 4955             | 3812             |                  |
| --------------------------------------------- | ---------------- | ---------------- | ---------------- | ---------------- | ---------------- | ---------------- | ---------------- | ---------------- | ---------------- | ---------------- | ---------------- | ---------------- | ---------------- |
| Джерело:                                      |                  |                  |                  |                  |                  |                  |                  |                  |                  |                  |                  |                  |                  |